# آزمون میدان شهر
آزمون میدان شهر یک آزمون برای سنجش آزادی در جوامع است که توسط یک مخالف سابق اتحاد جماهیر شوروی و فعال حقوق بشر و سیاستمدار کنونی، ناتان شارانسکی، در اسرائیل مطرح شد.
شارانسکی در کتاب خود «دلیل برای دموکراسی»، که در سال ۲۰۰۴ منتشر شد، این اصطلاح را توضیح می‌دهد: اگر شخصی نتواند در وسط میدان شهر قدم بگذارد و دیدگاه‌های خود را بدون ترس از دستگیری، حبس یا آسیب جسمی بیان کند، در این صورت آن شخص در یک جامعه مرعوب زندگی می‌کند و نه یک جامعه آزاد. ما نمی‌توانیم مادامی که کسی در یک «جامعه مرعوب» زندگی می‌کند آرام بگیریم مگر اینکه سرانجام او آزادی خود را به‌دست‌آورد.

## کاربرد
این آزمون پس از آنکه جورج دبلیو بوش از آن حمایت کرد مشهور شد، کاندولیزا رایس نیز برای بیان «جامعه مرعوب» طی سخنرانی‌اش در کمیته روابط خارجی سنا در ۱۸ ژانویه ۲۰۰۵ به آن اشاره کرد:
جهان باید چیزی را که ناتان شارانسکی به آن «آزمون میدان شهر» می‌گوید را بپذیرد: اگر شخصی نتواند بدون ترس از بازداشت شدن، عواقب یا آسیب فیزیکی، در میدان اصلی شهر، دیدگاه‌ها و عقاید خود را بیان کند، پس آن فرد در یک جامعه مرعوب زندگی می‌کند، نه جامعه‌ای آزاد. ما نمی‌توانیم مادامی که فردی در یک جامعه مرعوب زندگی می‌کند آرام بگیریم مگر این که او آزادی‌اش را بازستاند.
رایس در ادامه بلاروس، برمه، کوبا، ایران، کره شمالی و زیمبابوه را به عنوان نمونه ای از پایگاه‌های ستمگری قلمداد کرد.